# It’s About Time (album Jonas Brothers)
It’s About Time – debiutancki album zespołu Jonas Brothers. Miał swoją premierę w Stanach Zjednoczonych 8 sierpnia 2006 roku. 
Album zajął 91. miejsce na liście Billboard 200 i sprzedał się w nakładzie 62 000 kopii w USA. W pierwszym tygodniu płyta rozeszła się w nakładzie 10 00 egzemplarzy.

## Lista utworów
1. What I Go To School For (Busted cover) (James Bourne, Matthew J. Graham, John McLaughlin, Richard Rashman, Steve Robson, Charlie Simpson) - 3:33
2. Time for Me to Fly (Nick Jonas, Kevin Jonas I, Kevin Jonas II, Joe Jonas, PJ Bianco) - 3:05
3. Year 3000 (Busted cover) (Bourne, Graham, Jay, Robson, Simpson) - 3:20
4. One Day At A Time (N. Jonas, J. Jonas, K. Jonas II, M. Mangini, S. Greenberg, Enrique Iglesias) - 3:55
5. 6 minutes (LFO cover) (Joe Belmaati, K. Gioia, M. Hansen, R. Cronin, Sheppard) - 3:06
6. Mandy (J. Jonas, N. Jonas, K. Jonas II) - 2:48
7. You Just Don't Know It (N. Jonas, J. Jonas, K. Jonas II, Desmond Child) - 3:39
8. I Am What I Am (Adam Schlesinger) - 2:10
9. Underdog (N. Jonas, J. Jonas, K. Jonas II, Jess Cates, Stargate) - 3:16
10. 7:05 (N. Jonas, J. Jonas, K. Jonas II, M. Mangini) - 3:48
11. Please Be Mine (N. Jonas, J. Jonas, K. Jonas II) - 3:14